# Róža Domašcyna
Róža Domašcyna, született Róža Chěžka, németül Rosa Maria Domaschke / Keschka (Zerna, 1951. augusztus 11. –) szorb költő, műfordító, író. Német és felsőszorb nyelven is publikál.

## Életútja
Nagyanyja, Hana Chěžcyna (1887–1984, szül. Delenkec, Anna Keschka) mesemondó volt, és kilenc gyermeket nevelt fel. Nagybátyja, Jurij Chěžka (1917–1944, Khěžka) költő volt, és cseh nyelvről fordított verseket. Dédnagybátyja, Jurij Delenk (1882–1918, Georg Delenk) Prágában tanult teológiát, műfordító volt és az első szorb nyelvű papírborítós könyvsorozat megalapítója volt.
1968 és 1972 között szerkesztőként dolgozott a Płomjo szorb gyermek- és ifjúsági magazinnál és a Nowa doba napilapnál. 1970-től jelentek meg az első versei a szorb újságokban. Jelentős változás hozott munkásságában az 1989–90-es politikai változások és Németország újraegyesítése. Róža Domašcyna néven először 1990-ben jelent meg verse. Első könyve 1991-ben még Rosa Domaschke néven került kiadásra.

## Díjai, elismerései
- Ćišinski-díj (1995)
- Anna Seghers-díj (1998)

## Művei
- Wróćo ja doprědka du, Domowina-Verlag. Bautzen, Fotografiken Jürgen Matschie, 1990 ISBN 3-7420-0504-9
- Zaungucker, Gerhard Wolf Janus-press, Berlin, Illustration Garla Woisnitza, 1991 ISBN 3-86163-021-4
- Pře wšě płoty (Über alle Zäune), Domowina-Verlag, Bautzen, Fotografiken Kerstin Młynkec, 1994 ISBN 3-7420-1568-0
- Zwischen gangbein und springbein, Gerhard Wolf Janus-press, Berlin, Illustrationen Maja Nagel 1995/ 1998 ISBN 3-928942-22-0
- Der Hase im Ärmel, Gerhard Wolf Janus-press, Berlin, Illustrationen Angela Hampel, 1997, 2011 ISBN 3-928942-45-X
- Selbstredend selbzweit selbdritt, Gerhard Wolf Janus-press, Berlin, Illustrationen Birgit Schöne, 1998 ISBN 3-928942-55-7
- Kunstgriff am netzwerg, Edition Thanhäuser, Ottensheim/Donau, Holzschnitte Christian Thanhäuser, 1999 ISBN 3-900986-36-3
- Pobate bobate, Domowina-Verlag, Bautzen, Illustrationen Angela Hampel 1999 ISBN 3-7420-1789-6
- „sp“, Domowina-Verlag, Bautzen, Fotografik Michael Vogler 2001 ISBN 3-7420-1869-8
- MY NA AGRA, Domowina-Verlag, Bautzen, Illustrationen Dieter Zimmermann 2004 ISBN 3-7420-1969-4
- stimmfaden, Verlag Das Wunderhorn, Heidelberg 2006 ISBN 978-3-88423-266-8
- Balonraketa (zwei Texte für das Theater), Domowina-Verlag, Bautzen 2008 ISBN 978-3-7420-2100-7
- ort der erdung, Edition Cornelius, Halle 2011 ISBN 978-3-86237-245-4
- Štož ći wětřik z ruki wěje, Domowina-Verlag, Bautzen, Illustrationen Iris Brankatschk 2012 ISBN 978-3-7420-2220-2
- Feldlinien, Edition Ornament, Jena, Holzschnitte Karl-Georg Hirsch 2014 ISBN 978-3-943768-23-7
- Die dörfer unter wasser sind in deinem kopf beredt, Poetenladen-Verlag, Leipzig 2016 ISBN 978-3-940691-82-8
- znaki pominaki kopolaki (gemeinsam mit Měrana Cušcyna und Měrka Mětowa), Domowina-Verlag, Bautzen Fotografiken Jürgen Matschie 2019 ISBN 978-3-7420-2567-8
- W času zeza časa, Domowina-Verlag, Bautzen, Illustrationen Karl-Georg Hirsch 2019 ISBN 978-3-7420-2573-9
- stimmen aus der unterbühne, Poetenladen-Verlag, Leipzig, 2020 ISBN 978-3-948305-05-5
- Poesiealbum 354, Märkischer Verlag, Wilhelmshorst, 2020 ISSN 1865-5874

## Fordítás
- Ez a szócikk részben vagy egészben  a   Róža Domašcyna  című német Wikipédia-szócikk ezen változatának fordításán alapul.  Az eredeti cikk szerkesztőit annak laptörténete sorolja fel. Ez a jelzés csupán a megfogalmazás eredetét és a szerzői jogokat jelzi, nem szolgál a cikkben szereplő információk forrásmegjelöléseként.
- Ez a szócikk részben vagy egészben  a   Róža Domašcyna  című felsőszorb Wikipédia-szócikk ezen változatának fordításán alapul.  Az eredeti cikk szerkesztőit annak laptörténete sorolja fel. Ez a jelzés csupán a megfogalmazás eredetét és a szerzői jogokat jelzi, nem szolgál a cikkben szereplő információk forrásmegjelöléseként.